# Château de Xhos
 (mars 2013).
Le château de Xhos est un château situé en Wallonie dans le hameau belge de Xhos faisant partie de la commune d'Anthisnes
Cet édifice est un château classique en U comprenant un corps de logis avec perron, deux tours carrées et deux ailes. Il date du XVIIIe siècle et a été construit en grès jaune et pierre de taille.

## Historique